# Stazione di Gaggio Porta Est
Stazione di Gaggio Porta Est vasútállomás Olaszországban, Veneto régióban, Marcon településen.

## Vasútvonalak
Az állomást az alábbi vasútvonalak érintik:
- Velence–Trieszt-vasútvonal

## Kapcsolódó állomások
A vasútállomáshoz az alábbi állomások vannak a legközelebb: 
- Stazione di Venezia Carpenedo
- Stazione di Gaggio